# San Miguel Totolapa
San Miguel Totolapa es una localidad del estado mexicano de Guerrero. Es parte del municipio de Huamuxtitlán.

## Toponimia
El nombre «San Miguel» hace referencia al santo patrono de la localidad: Miguel Arcángel. El nombre «Totolapa» proviene de los términos en náhuatl: totollin, guajolote; apan, río. Su significado es «Río de los guajolotes».

## Demografía
| Gráfica de evolución demográfica |
|                                  |

| Censo | Población |
| ----- | --------- |
| 1900  | 901       |
| 1910  | 1,126     |
| 1921  | 804       |
| 1930  | 805       |
| 1940  | 665       |
| 1950  | 794       |
| 1960  | 929       |
| 1970  | 954       |
| 1980  | 1292      |
| 1990  | 1443      |
| 2000  | 1,788     |
| 2010  | 1968      |
| 2020  | 2,439     |